# Playas de La Llana
Las Playas de La Llana forman parte de Las Salinas y Arenales de San Pedro del Pinatar un espacio protegido de la Región de Murcia. Las playas son parte de los arenales del humedal situado en la parte norte del Mar Menor. En el comienzo de las playas existe un puerto y unas salinas en explotación. En verano sus playas están bastante concurridas.

## Playas
Las playas de La Llana son tres: playa de Las Salinas, playa de la Barraca quemada y playa de Punta de Algas.
- Datos: Q6079322